# Detik.com
Detik.com ist eine indonesische Nachrichten-Website. Es wurde 1998 gegründet und ist eines der meistbesuchten Nachrichtenportale des Landes. Es ist einer der Dienste der Mediengruppe Trans Media.
Das Webportal wurde 1998 eingerichtet. Dies geschah nach der Schließung der Boulevardzeitung Detik im Jahr 1995 während der Regierungszeit von General Suharto.
Laut Alexa-Ranking ist es die sechstmeistbesuchte Website in Indonesien und das Portal steht auf Platz 105 im globalen Ranking der meistgesehenen Websites (Stand Juni 2021).